# Christian Zgoll
Christian Zgoll (* 1969 in Hof (Saale)) ist ein deutscher Klassischer Philologe.

## Leben
Nach dem Abitur 1988 am Jean-Paul-Gymnasium Hof leistete er von 1988 bis 1989 den Wehrdienst. Von 1990 bis 1997 studierte er auf Lehramt Philosophie, Latein und katholische Religion an den Universitäten Würzburg und München. Von 1993 bis 1997 war er Stipendiat in der Grundförderung des Cusanuswerks. Das Staatsexamen legte er 1997 in Latein, kath. Religion und Erziehungswissenschaften an der Universität München mit Auszeichnung ab. Von 1998 bis 2001 absolviert er ein Promotionsstudium Lateinische Philologie, Lateinische Philologie des Mittelalters, Alttestamentliche Exegese an der Universität München. Von 1998 bis 2001 war er Stipendiat in der Graduiertenförderung des Cusanuswerks. Nach der Promotion 2002 (Rigorosum) summa cum laude mit der Dissertation Phänomenologie der Metamorphose. Verwandlungen und Verwandtes in der augusteischen Dichtung war er von 2003 bis 2004 wissenschaftlicher Mitarbeiter am Lehrstuhl für Mittelalterliche und Byzantinische Geschichte der Universität Leipzig. Von 2005 bis 2007 hatte er Lehraufträge am Institut für Klassische Philologie und Komparatistik der Universität Leipzig. Von 2007 bis 2008 war er wissenschaftlicher Mitarbeiter am Lehrstuhl für Gräzistik der Universität Leipzig. Von 2008 bis 2009 war er geschäftsführender Assistent am Seminar für Klassische Philologie der Universität Göttingen. Seit 2009 ist er Mitglied des Vereins „Göttinger Freunde der antiken Literatur“ am Seminar für Klassische Philologie der Universität Göttingen. Von 2009 bis 2011 war er Koordinator beim Forschungs- und Editionsprojekt SAPERE an der Akademie der Wissenschaften zu Göttingen. Seit 2011 leitet er die interdisziplinäre Forschergruppe zu antiken Mythen Collegium Mythologicum. Seit 2012 hat er Lehraufträge am Seminar für Klassische Philologie der Universität Göttingen für Griechisch und Latein. Seit 2013 ist er Mitglied der Mommsen-Gesellschaft. Seit 2013 ist er Mitglied im Deutschen Altphilologenverband. Seit 2014 ist er Mitglied im wissenschaftlichen Beirat der Sammlung Tusculum. Seit 2015 ist er Important Investigator der von der DFG geförderten Forschergruppe STRATA – Stratifikationsanalysen mythischer Stoffe und Texte in der Antike (FOR 2064). Seit 2016 ist er Mitglied der Abteilung Komparatistik des Seminars für deutsche Philologie der Universität Göttingen. 2016 reichte er die Habilitationsschrift ein. Nach der Habilitation 2017 und venia legendi in den Fachgebieten Klassische Philologie und Komparatistik hat er seit 2018 Lehraufträge am Seminar für Altorientalistik der Universität Göttingen für Hethitisch. 2022 wurde er zum außerplanmäßigen Professor ernannt.
Seine Forschungsschwerpunkte sind lateinische Dichtung der Augusteischen Zeit, lateinische Metrik, Theorie und Methodik zur transmedialen Analyse, Interpretation und Komparatistik von (antiken) Mythen, griechische archaische Dichtung und komparatistische Studien mit Blick auf den Alten Orient, hethitische Sprache und Kultur und alte und Byzantinische Geschichte und Mentalitätsgeschichte.
Christian Zgoll ist seit 1997 mit dem Altorientalistin Annette Zgoll verheiratet (3 Kinder), mit der gemeinsam er eine umfassende Theorie und Methodik der Mythosforschung etabliert und in verschiedenen Forschungsverbünden erforscht. Beide wurden 2023 gemeinsam für die Theorie und Methodik sowie die konkreten Ergebnisse der hylistischen Mythosforschung mit dem Peregrinus-Preis der Akademie der Wissenschaften und der Literatur in Mainz ausgezeichnet.

## Schriften (Auswahl)
- Phänomenologie der Metamorphose. Verwandlungen und Verwandtes in der augusteischen Dichtung (= Classica Monacensia. Band 28). Narr, Tübingen 2004, ISBN 3-8233-6025-6 (zugleich Dissertation, München 2002).
- Heiligkeit – Ehre – Macht. Ein Modell für den Wandel der Herrschaftskonzeption im Spätmittelalter am Beispiel der byzantinischen Kydonesbriefe (= Passauer historische Forschungen. Band 16). Böhlau, Köln/Weimar/Wien 2007, ISBN 3-412-20032-8.
- Römische Prosodie und Metrik. Ein Studienbuch mit Audiodateien (= WBG – Wissen verbindet). Wissenschaftliche Buchgesellschaft, Darmstadt 2012, ISBN 978-3-534-23688-6. 2., überarbeitete Auflage 2020, ISBN 978-3-534-26918-1.
- Tractatus mythologicus. Theorie und Methodik zur Erforschung von Mythen als Grundlegung einer allgemeinen, transmedialen und komparatistischen Stoffwissenschaft (= Mythological Studies. Band 1). De Gruyter, Berlin 2019, ISBN 3-11-054119-X (zugleich Habilitationsschrift, Göttingen 2017).